# Ernst Joachim Westphal

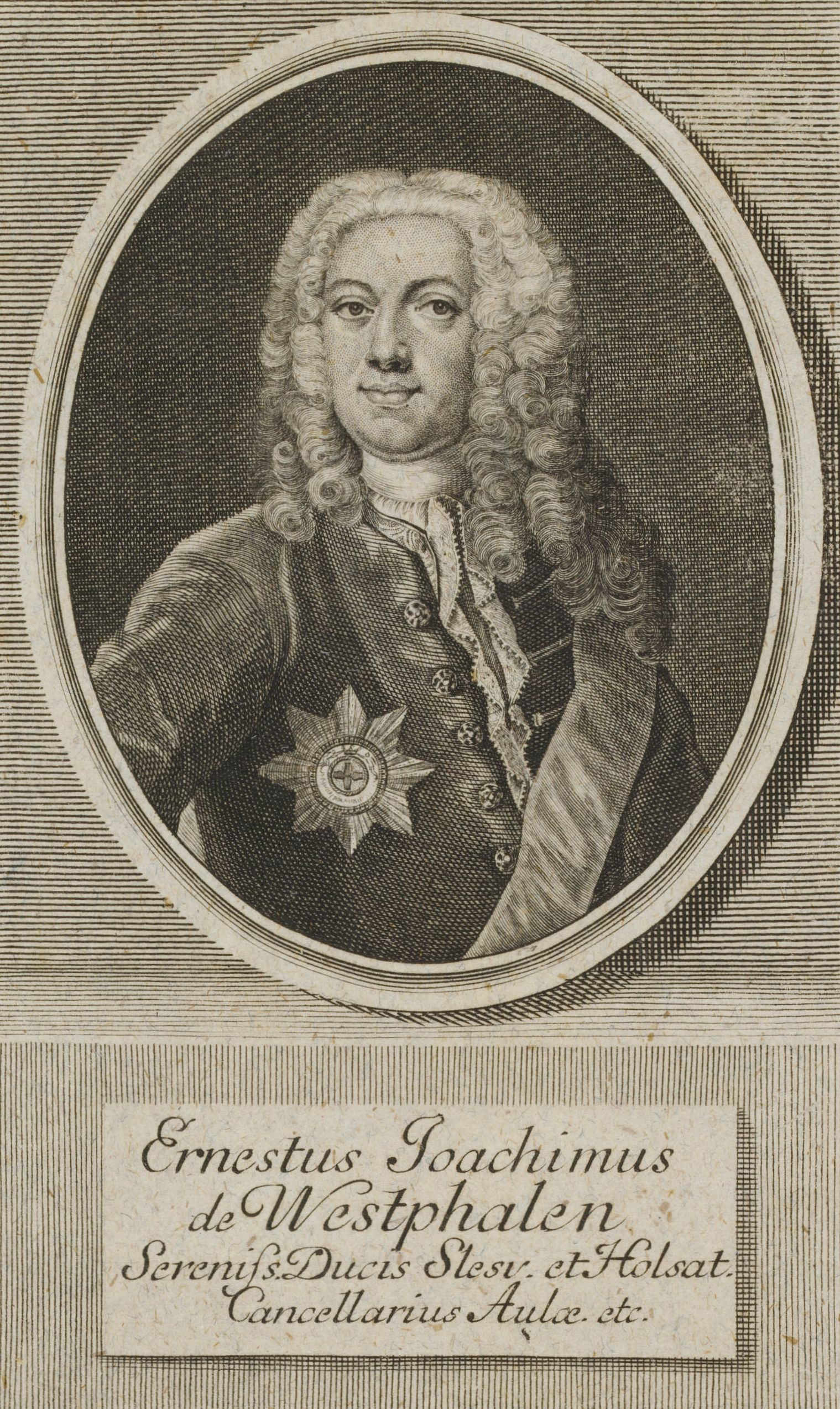
Ernst Joachim von Westphalen, zeitgenössischer Kupferstich von Johann Martin Bernigeroth

Ernst Joachim Westphal, ab 1738 aufgrund kaiserlicher Nobilitierung von Westphalen, (* 21. März 1700 in Schwerin; † 21. März 1759 in Kiel) war ein deutscher Verwaltungsjurist und Politiker. Als Kabinettsminister und als Kurator der Christian-Albrechts-Universität Kiel stand er im Dienst der Herzöge von Holstein.

## Biografie
Westphal wurde als Sohn des Predigers am Schweriner Dom Georg Westphal geboren. Bereits im Dezember 1715 nahm er sein Studium an der Universität Rostock auf und setzte das Studium der Rechtswissenschaften 1719 in Halle und Jena fort, wo er 1721 mit einer deutschrechtlichen Arbeit zum Dr. jur. utr. promoviert wurde.
Er begab sich nach kurzer Tätigkeit als Privatdozent in Jena auf Reisen und ließ sich nach seiner Rückkehr 1724 in Rostock als Anwalt und Privatdozent nieder, wurde habilitiert und las als erster an der Rostocker Universität Deutsches Recht. 1727 wechselte er als Anwalt nach Hamburg und lernte dort Herzog Karl Friedrich von Holstein-Gottorf kennen, der ihn 1730 zum ersten Bürgermeister der Stadt Kiel berief. 1732 trat er als Legationsrat in die Dienste der Regierung des Herzogtums Holstein, 1734 wurde er Kurator der Christian-Albrechts-Universität Kiel, deren Rektor der Herzog war und am 11. April 1736 Hofkanzler und Mitglied des Geheimen Rates, also der Kabinettsregierung. 1738 wurde er vom Kaiser Karl VI. in den erblichen Adel erhoben.
1739 wurde der minderjährige Karl Peter Ulrich Herzog von Holstein-Gottorp. Er sollte später Zar von Russland werden. Insofern wurde er bald nach seiner Ernennung zum Thronfolger 1742 fern seinem holsteinischen Herzogtum in St. Petersburg auf seine zukünftigen Aufgaben vorbereitet und war auch für die Regierung seines Herzogtums kaum erreichbar. Dies steigerte erheblich den Einfluss Westphals in der Verwaltung des Herzogtums, aber auch den Neid auf ihn als „Ausländer“ in seiner unmittelbaren Umgebung, so dass er 1750 nach einer durchgeführten Hausdurchsuchung aufgrund einer Kieler Hofintrige einige Wochen in Haft genommen, anschließend unter Hausarrest gestellt und seiner Ämter enthoben wurde. Nach drei Jahren klärte sich die Intrige zu seiner vollen Entlastung auf. Er wurde von Herzog Peter wieder in alle zuvor verlorenen Ämter eingesetzt und für die erlittenen Schäden wurde ihm Entschädigung eingeräumt, sobald es der Kammercasse möglich und erträglich fallen werde. Seine Rehabilitation wurde von den Bürgern der Stadt Kiel groß gefeiert.
Sein Werk und seine Tätigkeit weisen ihn wie auch seinen Neffen Johann Carl Heinrich Dreyer als überzeugte Deutschrechtler aus. 
Westphal war zweimal kinderlos verheiratet. Mit seiner zweiten Frau wurde er hinter dem Altar der Nikolaikirche in Kiel begraben.

## Werke

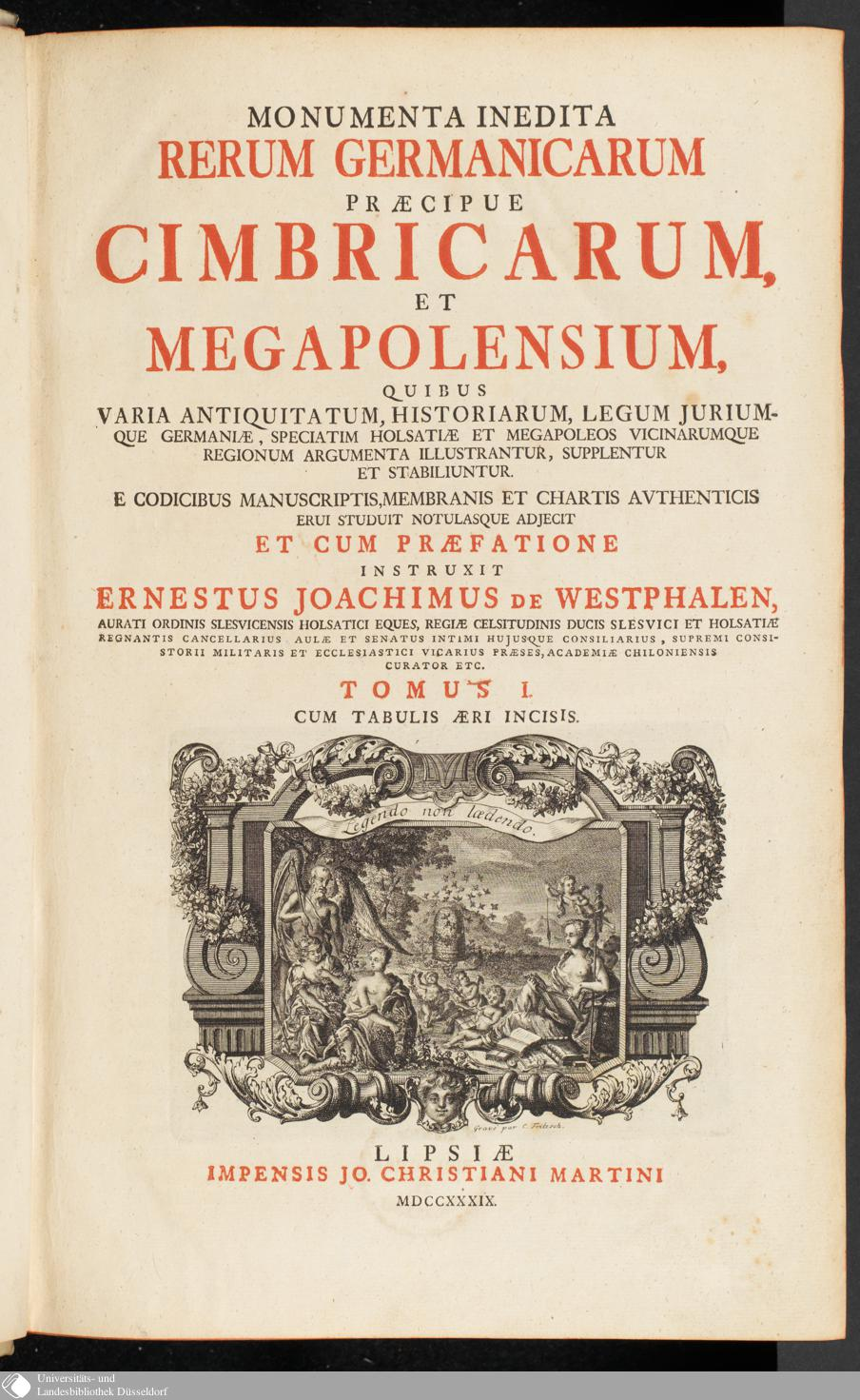
Titelblatt von Band 1 der Monumenta inedita 1739

- Monumenta inedita rerum Germanicarum praecipue Cimbricarum et Megapolensium. Vier Foliobände, Leipzig 1739–45
(I Digitalisat des Exemplars der Universitäts- und Landesbibliothek Düsseldorf), IV